# Henry Banks
Henry Banks (* 14. Juni 1913 in Croydon, Surrey, Großbritannien; † 18. Dezember 1994 in Indianapolis, Indiana, USA) war ein US-amerikanischer Automobilrennfahrer britischer Herkunft.

## Karriere
Banks wurde in England geboren, wuchs aber in Royal Oak, Michigan auf. Er fuhr zahlreiche Midget-Car-Rennen und nahm zwischen 1936 und 1953 auch an 43 Rennen der AAA-National-Serie teil. Obwohl ihm dort insgesamt nur ein einziger Sieg gelang (1950 in Detroit) gewann er dank seiner Zuverlässigkeit im gleichen Jahr auch die Meisterschaft.
Er startete fünfmal in seiner Karriere bei den 500 Meilen von Indianapolis. Seine beste Platzierung erreichte er 1951 mit einem sechsten Platz in einem Moore-Offenhauser. Sechs Mal konnte er sich für das Rennen allerdings nicht qualifizieren, übernahm aber drei Mal während des Rennens das Fahrzeug eines anderen Fahrers, was damals erlaubt war.  Da das Rennen zwischen 1950 und 1960 zur Weltmeisterschaft zählte stehen für ihn auch drei Grand-Prix-Starts zu Buche.
Nach seinem Rücktritt als Fahrer war Banks viele Jahre Direktor der USAC.

## Statistik

### Indy-500-Ergebnisse
| Jahr | Startnr. | Start | Qual (km/h) | Ergebnis | Runden | Führung | Ausfall                              |
| ---- | -------- | ----- | ----------- | -------- | ------ | ------- | ------------------------------------ |
| 1936 | 29       | DNQ   |             |          |        |         |                                      |
| 1937 | 49       | DNQ   |             |          |        |         |                                      |
| 1937 | 23       |       |             | 125      | 36     | 0       | fuhr Householders Wagen; Rd. 132–167 |
| 1938 | 33       | 31    | 187,102     | 21       | 109    | 0       | Motor                                |
| 1939 | 39       | DNQ   |             |          |        |         |                                      |
| 1939 | 26       |       |             | 102      | 44     | 0       | fuhr DeVores Wagen Rd. 146–189       |
| 1940 | 39       | DNQ   |             |          |        |         |                                      |
| 1940 | 34       |       |             | 172      | 42     | 0       | fuhr Millers Wagen; Rd. 148–189      |
| 1946 | 31       | 21    |             | 27       | 32     | 0       | Motor                                |
| 1947 | 43       | 26    | 194,584     | 24       | 36     | 0       | Ölleitung                            |
| 1948 | 38       | DNQ   |             |          |        |         |                                      |
| 1949 | 21       | DNQ   |             |          |        |         |                                      |
| 1949 | 35       | DNQ   |             |          |        |         |                                      |
| 1950 | 12       | 21    | 208,617     | 25       | 112    | 0       | Ölleitung                            |
| 1951 | 1        | 17    | 215,456     | 6        | 200    | 0       |                                      |
| 1952 | 2        | 12    | 218,787     | 19       | 184    | 0       |                                      |
| 1953 | 10       | DNQ   |             |          |        |         |                                      |

| Legende  | Legende            | Legende                                                          |
| Farbe    | Abkürzung          | Bedeutung                                                        |
| -------- | ------------------ | ---------------------------------------------------------------- |
| Gold     | –                  | Sieg                                                             |
| Silber   | –                  | 2. Platz                                                         |
| Bronze   | –                  | 3. Platz                                                         |
| Grün     | –                  | Platzierung in den Punkten                                       |
| Blau     | –                  | Klassifiziert außerhalb der Punkteränge                          |
| Violett  | DNF                | Rennen nicht beendet (did not finish)                            |
| Violett  | NC                 | nicht klassifiziert (not classified)                             |
| Rot      | DNQ                | nicht qualifiziert (did not qualify)                             |
| Rot      | DNPQ               | in Vorqualifikation gescheitert (did not pre-qualify)            |
| Schwarz  | DSQ                | disqualifiziert (disqualified)                                   |
| Weiß     | DNS                | nicht am Start (did not start)                                   |
| Weiß     | WD                 | zurückgezogen (withdrawn)                                        |
| Hellblau | PO                 | nur am Training teilgenommen (practiced only)                    |
| Hellblau | TD                 | Freitags-Testfahrer (test driver)                                |
| ohne     | DNP                | nicht am Training teilgenommen (did not practice)                |
| ohne     | INJ                | verletzt oder krank (injured)                                    |
| ohne     | EX                 | ausgeschlossen (excluded)                                        |
| ohne     | DNA                | nicht erschienen (did not arrive)                                |
| ohne     | C                  | Rennen abgesagt (cancelled)                                      |
| ohne     | keine WM-Teilnahme |                                                                  |
| sonstige | P/fett             | Pole-Position                                                    |
| sonstige | 1/2/3/4/5/6/7/8    | Punktplatzierung im Sprint-/Qualifikationsrennen                 |
| sonstige | SR/kursiv          | Schnellste Rennrunde                                             |
| sonstige | *                  | nicht im Ziel, aufgrund der zurückgelegten Distanz aber gewertet |
| sonstige | ()                 | Streichresultate                                                 |
| sonstige | unterstrichen      | Führender in der Gesamtwertung                                   |